# Austropurcellia
Austropurcellia is een geslacht van hooiwagens uit de familie Pettalidae.
De wetenschappelijke naam Austropurcellia is voor het eerst geldig gepubliceerd door C. Juberthie in 1988. 

## Soorten
Austropurcellia is monotypisch en omvat slechts de volgende soort:
- Austropurcellia scoparia